# PTPRC
PTPRC라고도 알려진 단백질 티로신 포스파타제 수용체 유형 C(Protein tyrosine phosphatase, receptor type, C)는 인간에서 PTPRC 유전자에 의해 암호화되는 효소이다. PTPRC는 원래 백혈구 공통 항원(LCA)으로 불렸던 CD45 항원(CD는 세포표면항원무리를 의미)으로도 알려져 있다.

## 기능
CD45로 가장 잘 알려진 이 유전자의 단백질 생성물은 단백질 티로신 포스파타제(PTP) 계열에 속한다. PTP는 세포 성장, 분화, 유사분열 주기 및 발암성 형질전환을 포함한 다양한 세포 과정을 조절하는 신호 분자이다. CD45는 세포외 도메인, 단일 막관통 세그먼트 및 두 개의 직렬 세포질 내 촉매 도메인을 포함하므로 수용체 유형 PTP 계열에 속한다.
CD45는 모든 분화된 조혈 세포(적혈구 및 혈장 세포 제외)의 다양한 이소형으로 존재하는 I형 막횡단 단백질이다. CD45는 T세포 및 B세포 항원 수용체 신호전달의 필수 조절인자로 나타났다. 이는 세포외 도메인(공동 자극의 한 형태)을 통해 항원 수용체 복합체의 구성 요소와 직접적인 상호 작용을 통해 기능하거나 세포질 도메인을 통해 항원 수용체 신호 전달에 필요한 다양한 Src 계열 키나제를 활성화함으로써 기능한다. CD45는 또한 JAK 키나제를 억제하므로 사이토카인 수용체 신호 전달의 음성 조절자로 기능한다.
별개의 이소형을 코딩하는 이 유전자의 대체적으로 접합된 전사체 변이체가 보고되었다. CD45의 다양한 이소형에 대한 항체는 면역 세포 유형을 구별할 뿐만 아니라 림프종과 암종의 조직학적 부분을 구별하기 위해 일상적인 면역조직화학에 사용된다.